# Wielgomłyny (gromada)
Wielgomłyny – dawna gromada, czyli najmniejsza jednostka podziału terytorialnego Polskiej Rzeczypospolitej Ludowej w latach 1954–1972.
Gromady, z gromadzkimi radami narodowymi (GRN) jako organami władzy najniższego stopnia na wsi, funkcjonowały od reformy reorganizującej administrację wiejską przeprowadzonej jesienią 1954 do momentu ich zniesienia z dniem 1 stycznia 1973, tym samym wypierając organizację gminną w latach 1954–1972.
Gromadę Wielgomłyny siedzibą GRN w Wielgomłynach utworzono – jako jedną z 8759 gromad na obszarze Polski – w powiecie radomszczańskim w woj. łódzkim, na mocy uchwały nr 36/54 WRN w Łodzi z dnia 4 października 1954. W skład jednostki weszły obszary dotychczasowych gromad Wielgomłyny, Wielgomłyny kolonia, Myśliwczów, Myśliwczów kolonia, Niedośpielin, Kruszyna i Maksymów (bez wsi Bogusławów), ponadto wieś Odrowąż z dotychczasowej gromady Wola Kuźniewska oraz parcelacja i osada młyńska Borowiec z dotychczasowej gromady Rudka ze zniesionej gminy Wielgomłyny w tymże powiecie. Dla gromady ustalono 27 członków gromadzkiej rady narodowej.
31 grudnia 1959 do gromady Wielgomłyny przyłączono obszar zniesionej gromady Krzętów oraz wieś Bogusławów, wieś i kolonię Wola Kuźniewska, parcelę Odrowąż, wieś Popielarnia i parcelę Zacisze ze zniesionej gromady Huta Drewniana.
Gromada przetrwała do końca 1972 roku, czyli do kolejnej reformy gminnej. 1 stycznia 1973 w powiecie radomszczańskim reaktywowano gminę Wielgomłyny.